# Stephan Palla
Stephan Maceda Palla (ur. 15 maja 1989 w Mauerbach) – austriacko–filipiński piłkarz grający na pozycji obrońcy.

## Kariera klubowa
Palla treningi rozpoczął w klubie SC Mauerbach. Później przeszedł do juniorów Rapidu Wiedeń, a w 2007 roku został włączony do jego rezerw. Z nich awansował do pierwszego składu klubu. Z Rapidu był wypożyczany do FC Lustenau 07, słowackiego DAC Dunajská Streda oraz do Admiry Wacker Mödling.
Po okresie wypożyczeń z Rapidu Wiedeń przeszedł do swojego klubu Wolfsberger AC, którego barwy reprezentował do 2018 roku. Następnie był zawodnikiem SKN St. Pölten, jednak nie rozegrał tam żadnego spotkania.

## Kariera reprezentacyjna
Palla urodził się w Austrii. Jego ojciec był Węgrem, a matka Filipinką. Mógł grać w reprezentacjach Austrii i Węgier, ale ostatecznie wybrał Austrię. Najpierw grał w reprezentacji Austrii U-17, potem do lat 18 i 19. W 2015 roku zaczął grać dla seniorskiej reprezentacji Filipin.